# Maddison Jaizani
Maddison Sunshine Jaizani (Sale, 3 de junio de 1995) es una actriz y modelo británica. Principalmente conocida por interpretar a Sophie de Clermont en la serie de televisión Versalles de Canal+, Odessa en la serie de AMC Into the Badlands y Bess Marvin en la serie de CW Nancy Drew.

## Biografía
Maddison Jaizani nació el 3 de junio de 1995 en Sale, una localidad situada en el condado de Gran Mánchester, en Inglaterra (Reino Unido), es de ascendencia iraní. Se crio en Mánchester y se graduó con un diploma nacional extendido en artes escénicas en el Bury College.
Su debut televisivo fue al interpretar a la adolescente Leila en el episodio de 2014 State of Emergency de la serie de televisión estadounidense Tyrant. Entre 2015 y 2018 interpretó a Sophie en la serie de televisión Versalles, y en 2017 dio vida al personaje de Odessa en la serie de AMC Into the Badlands. En marzo de 2019, fue elegida para interpretar a Bess Marvin en la serie de misterio de The CW Nancy Drew.
En 2020, Jaizani firmó con la agencia de modelos Elite Model Management.

## Filmografía
| Año       | Título            | Papel                | Notas                                           | Ref.  |
| --------- | ----------------- | -------------------- | ----------------------------------------------- | ----- |
| 2014      | Tyrant            | Leila de adolescente | Episodio: «State of Emergency»                  |       |
| 2015-2018 | Versalles         | Sophie de Clermont   | Papel principal; 25 episodios                   |       |
| 2017-2019 | Into the Badlands | Odessa               | Papel recurrente (temporadas 2-3); 15 episodios |       |
| 2019-2023 | Nancy Drew        | Bess Marvin          | Papel principal; 62 episodios                   | [ 3 ] |